# 多比辰
多比辰（德語：Dobitschen）是德国图林根州的市镇，隶属于阿尔滕堡地区县。总面积为6.55平方千米，截至2023年12月31日总人口为415人。